# Musikjahr 1574
Liste der Musikjahre

◄◄ | ◄ | 1570 | 1571 | 1572 | 1573 | Musikjahr 1574 | 1575 | 1576 | 1577 | 1578 | ► | ►►

Weitere Ereignisse
Dieser Artikel behandelt das Musikjahr 1574.

## Ereignisse

### Heiliges Römisches Reich

#### Hofkapelle von Kaiser Maximilian II.
- Carl Luython, der seit 1566 Chorknabe in der Hofkapelle von Kaiser Maximilian II. war und nach Eintreten des Stimmbruchs am 8. August 1571 das damals übliche Stipendium ausgezahlt bekam, hat im Herbst 1571 offenbar einen Studienaufenthalt in Italien angetreten, der bis Ende 1575 dauern wird.
- Maddalena Casulana Mezari ist seit etwa 1570 Sängerin und Komponistin für Kammermusik des römisch-deutschen Kaisers Maximilian II. in Wien.
- Jakob Regnart, der seit 1568 für eine etwa zweijährige Studienreise in Italien weilte, ist seit 1. November 1570 Präzeptor (Musiklehrer) der Kapellknaben der Hofkapelle. 1574 veröffentlicht er in Wien sein Il primo libro delle canzone italiane zu fünf Stimmen und in Nürnberg sein Kurtzweilige teutsche Lieder zu drei Stimmen.
- Philippe de Monte ist seit 1568 als Nachfolger von Jacobus Vaet Kapellmeister der Hofkapelle Maximilians II. in Wien. Der größte Teil seiner über 250 Motetten erscheint zwischen 1572 und 1600 im Druck. 1574 veröffentlicht er seine Einzeldrucke Sacrarum cantionum […] liber tertius zu fünf Stimmen und Madrigali […] libro quinto zu fünf Stimmen.
- Mateu Fletxa el Jove ist Kantor der kaiserlichen Kapelle.

#### Bayerischer Reichskreis

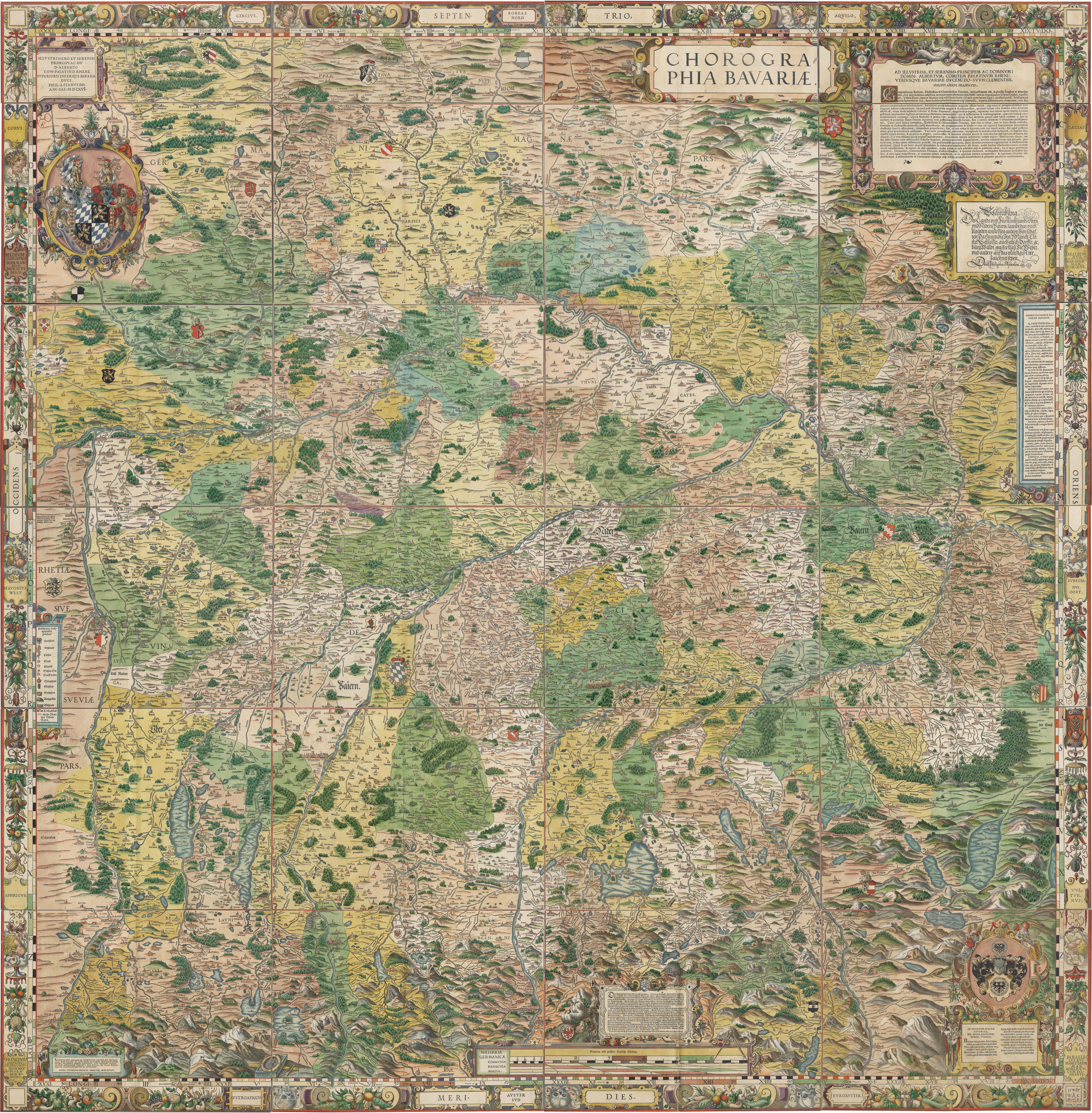
Philipp Apian – Bairische Landtafeln von 1568 (zusammengesetzt)

##### Herzogtum Bayern
- Franciscus Florius hat seit Herbst 1556 in München an der Hofkapelle von Herzog Albrecht V. eine Anstellung als Hofbassist. Neben seiner Tätigkeit als Sänger ist Florius, zusammen mit dem Hofkopisten Johannes Pollet, auch als Notenkopist eingesetzt. Nach dem Ausscheiden Pollets 1571 ist er zum Hauptkopisten aufgestiegen; diese Stellung hat er bis zu seinem Tod inne.
- Johannes de Fossa ist seit dem letzten Vierteljahr 1559 Vizekapellmeister der Münchner Hofkapelle. In den vorhandenen Dokumenten wird Fossa allerdings weiterhin nur als Tenorist bezeichnet. Seit 1571 hat er die Aufsicht über die Chorknaben der Kapelle und hat ihnen in seinem Haus Kost und Unterkunft zu geben.
- Antonius Gosswin, der 1569 Kapellmitglied bei Prinz Wilhelm von Bayern wurde, wird wegen Finanzproblemen des Münchner Hofs bald entlassen, ist aber seit 1570 wieder ein Angestellter der Kapelle. Am 1. November 1574 erhält er eine briefliche Auszeichnung des Kaisers, der ihm auch ein Wappen verleiht. Der Komponist widmet dem Kaiser im gleichen Jahr zwei Messen und erhält dafür 30 Florin. Er reist nach Wien, um diese Messen auch aufzuführen; dort bleibt er bis zum Jahresanfang 1575.
- Gioseffo Guami, der sich zwischen 1550 und 1560 in Venedig aufgehalten haben und dort Schüler von Adrian Willaert und Annibale Padovano gewesen sein soll, wirkt seit 1568 in München, wo er zum Hoforganisten berufen wurde. Guami wirkt hier bis etwa 1579.
- Orlando di Lasso ist seit 1563 Kapellmeister der Münchner Hofkapelle. Zu Orlandos Aufgaben gehören u. a. Reisen durch Europa zur Anwerbung neuer Musiker, die Unterrichtung der Chorknaben, die teilweise sogar in seiner Familie leben, Proben mit den Musikern und die Komposition zahlreicher neuer Werke. Infolge der zahlreichen Kontakte des Komponisten zu anderen europäischen Höfen, insbesondere zu Karl IX. von Frankreich durch Vermittlung des Verlegers Adrian Le Roy, besteht in München zeitweilig die Befürchtung, dass er den Hof verlassen könnte. Jedoch hat Orlando schon 1574 das Angebot des französischen Königs, in dessen Dienste zu treten, ausgeschlagen, obwohl er von ihm seit 1560 eine Ehrenpension bezieht.
- Ivo de Vento, der seit Sommer 1568 Kapellmeister in der Kapelle der Residenz von Kronprinz Wilhelm in Landshut war, wirkt seit Anfang 1570 wieder als Organist am Münchner Hof. 1574 erscheinen seine Mutetae aliquot sacrae quatuor vocum, quae cum vivae voci, tum omnis generis instrumentis musicis commodissime applicare possunt.

#### Burgundischer Reichskreis

##### Markgrafschaft Antwerpen
- Jean de Castro, der in den späten 1560er Jahren nach Antwerpen ging und offenbar zeitweise als musikalischer Berater des Verlegers Pierre Phalèse gewirkt hat, lebt hier bis November 1576. 1574 erscheint in Antwerpen und Löwen sein Triciniorum sacrorum, Teil 1 und in Löwen veröffentlicht er 40 Chansons zu drei Stimmen.
- Séverin Cornet, der seit 1564 in Mechelen an der St.-Rombouts-Kathedrale tätig war, ist seit 1572 der Nachfolger von Gérard de Turnhout als Kapellmeister der Kathedrale von Antwerpen. 1574 veröffentlicht er in dem Sammelband La Fleur des chansons 9 Chansons zu drei Stimmen.
- Noé Faignient, der 1561 das Bürgerrecht in Antwerpen erhalten hat, wirkt seitdem hier als Musiklehrer. 1574 veröffentlicht er in dem Sammelband La Fleur des chansons 12 Chansons zu drei Stimmen.

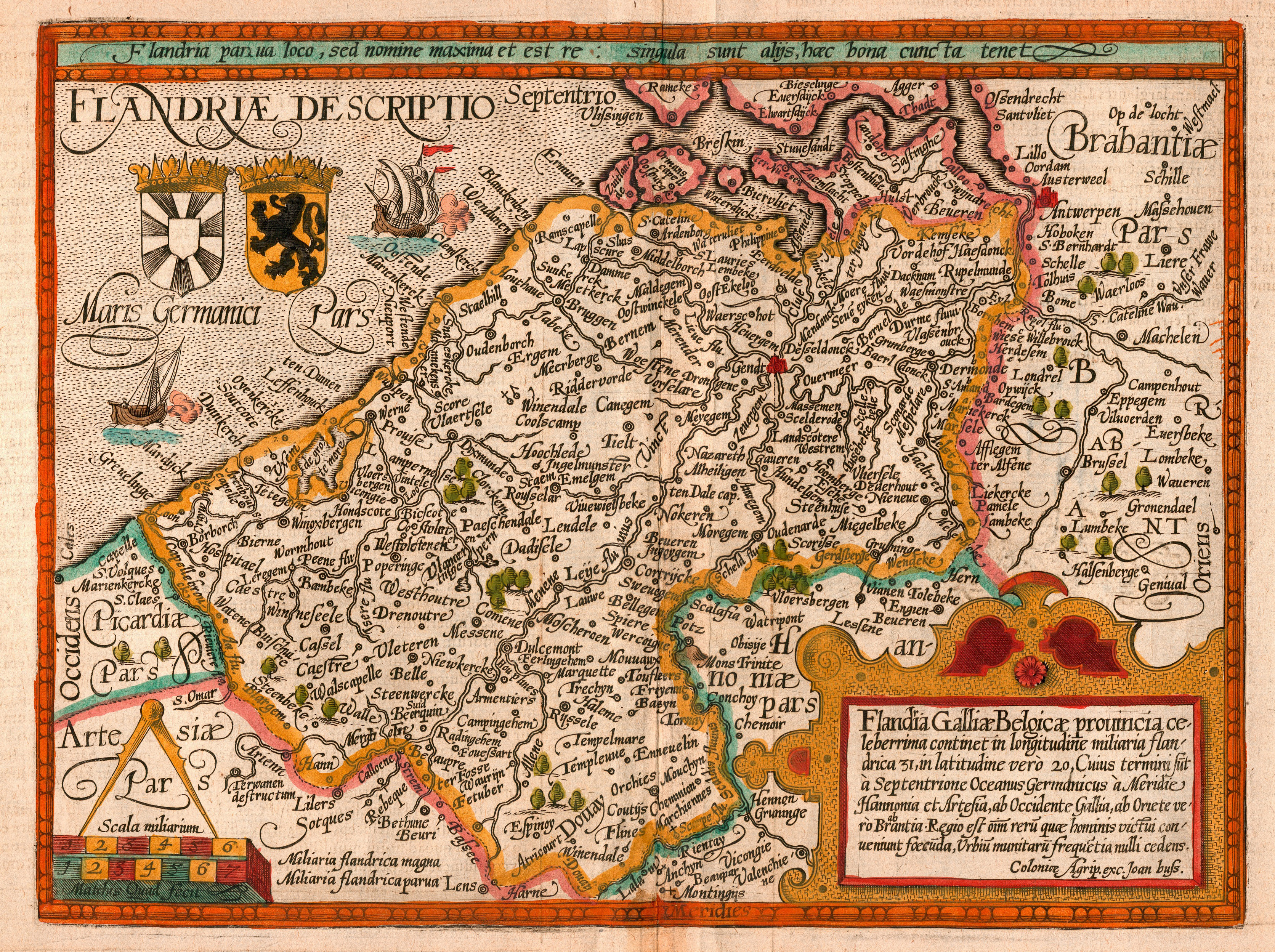
Flandern (um 1609)

##### Herzogtum Brabant
- Jan van Wintelroy ist seit dem Jahr 1529 in der Stadt ’s-Hertogenbosch bei der Marienbruderschaft (niederländisch: Illustre onze liewe vrouwe broederschap) als Sänger und Priester, wird am 19. Juli 1551 zum Chorleiter ernannt und übt diese Aufgabe über 20 Jahre lang bis zum 30. Juni 1574 aus. Danach ist er noch weiterhin zuständig für die musikalische Intonation der Kapelle der Bruderschaft.

##### Grafschaft Flandern
- George de La Hèle, der seit 1572 als Chorleiter an der Kirche St. Rombaut in Mecheln gewirkt hatte, wechselt in dieser Funktion 1574 an die Kathedrale von Tournai.
- Andreas Pevernage, der seit 17. Oktober 1563 Kapellmeister an der Kirche Notre-Dame in Courtrai ist und 1564 zusätzlich eine Pfründe an Sankt Willibrordus in Hulst erhalten hat, übt die Kapellmeisterstelle bis 1577 aus.
- Laurent de Vos, der seit 1566 Musikdirektor und verantwortlicher Leiter der Chorknaben an der Kathedrale Cambrai war, ist seit 1570 wahrscheinlich Countertenor an der St.-Donatus-Kirche in Brügge.

##### Grafschaft Holland
- Jan Pieterszoon Sweelinck, der älteste Sohn des Organisten Pieter Swibbertszoon und seiner Frau Elske Jansdochter Sweeling, lebt in Amsterdam.

#### Fränkischer Reichskreis

##### Markgraftum Brandenburg-Ansbach
- Rogier Michael, der auf Anraten von Annibale Padovano von 1569 bis 1572 bei Andrea Gabrieli in Venedig studiert hat, nimmt nach seiner Rückkehr nach Deutschland 1572 die Stelle eines Tenorsängers in Ansbach an der Hofkapelle von Markgraf Georg Friedrich von Brandenburg-Ansbach an, wo er bis 1574 bleibt.

#### Kurrheinischer Reichskreis

##### Kurpfalz
- Mathias Gastritz, der am 22. Dezember 1561 zum Organisten der Stadt Amberg bestellt wurde, wirkt fast 30 Jahre lang in den Diensten der Stadt.
- Sebastian Ochsenkun, der seit 1544 Lautenmeister am kurpfälzischen Hof in Heidelberg war, verstirbt am 20. August 1574.

#### Niederrheinisch-Westfälischer Reichskreis

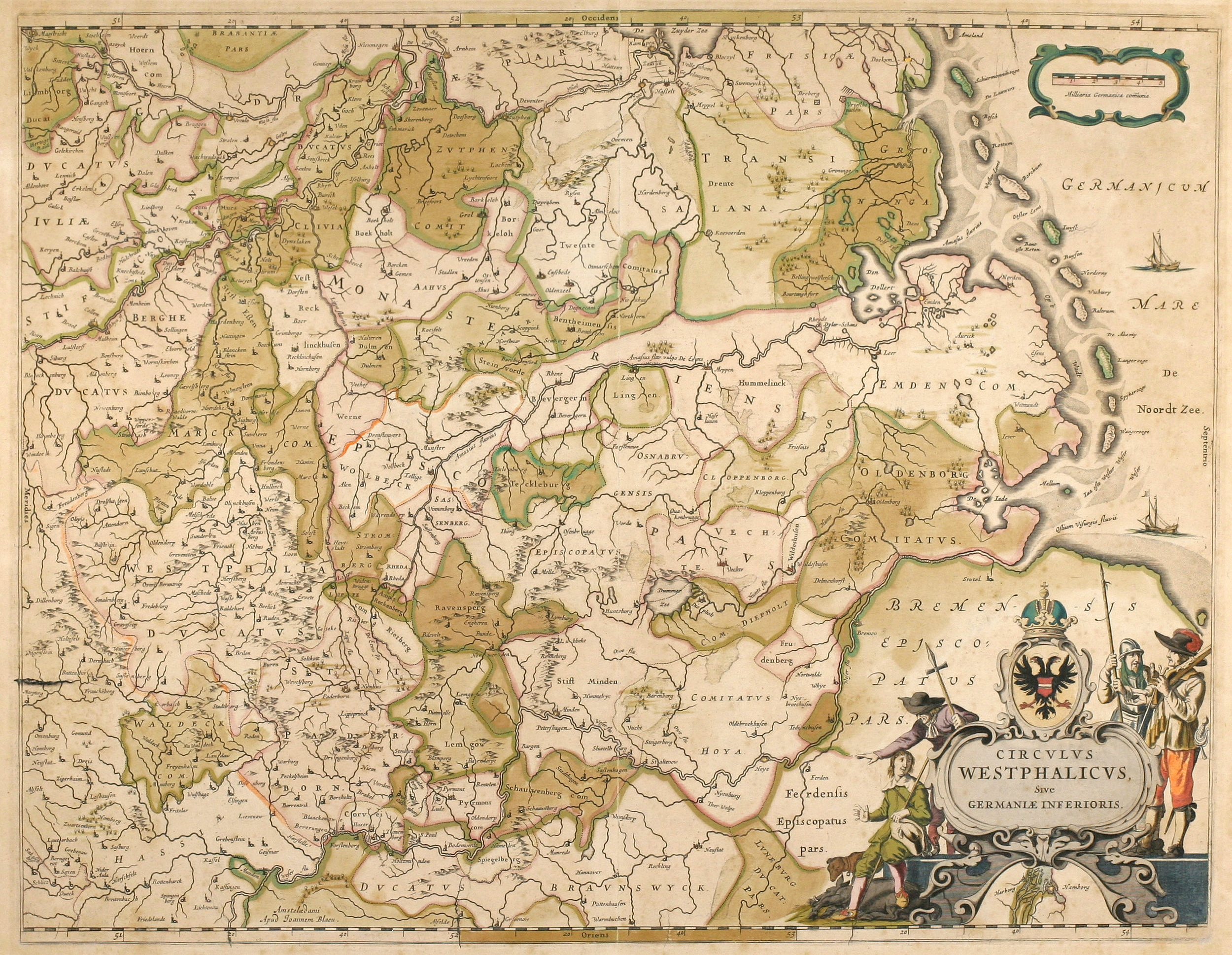
Karte des Niederrheinisch-Westfälischen Reichskreises von Joan Blaeu 1640

##### Reichsstadt Aachen
- Johannes Mangon, der von 1562 bis 1570 an der Kirche in Lüttich als Succentor gewirkt hatte und während dieser Zeit möglicherweise schon zeitweise den Domchor in Aachen geleitet hat, ist nachweislich von 1572 bis 1577 Leiter des Aachener Domchores.

##### Vereinigte Herzogtümer Jülich-Kleve-Berg
- Martin Peudargent ist Hofkomponist in den Diensten von Wilhelm V. von Jülich-Kleve-Berg.

Karte des Niedersächsischen Reichskreises vor dem Westfälischen Frieden, 1648 oder früher von Joan Blaeu

#### Niedersächsischer Reichskreis

##### Erzstift Magdeburg
- Sethus Calvisius, der seit 1569 die Schule in Frankenhausen besucht hatte, geht seit 1572 in Magdeburg zur Schule. Hier erbettelt und erwirbt er sich im Kirchendienst die finanziellen Mittel, um ein Studium aufzunehmen.

##### Fürstentum Braunschweig-Wolfenbüttel
- Johann Zanger der Ältere, der seit 1553 Pfarrer an der Petrikirche in Braunschweig war, ist seit 1571 Pfarrer an der Martinikirche.

##### Herzogtum Mecklenburg-Schwerin
- Thomas Mancinus, der seit 1567 an der Universität Rostock studiert hatte und im Januar 1572 durch Herzog Johann Albrecht von Mecklenburg-Schwerin als Schulkantor angestellt wurde, ist seit 1573 Nachfolger von Johannes Flamingus als Kapellmeister der heutigen Staatskapelle Schwerin.

##### Hamburg
- Jacob Praetorius der Ältere, der wahrscheinlich in seiner Heimatstadt Magdeburg Unterricht von Martin Agricola erhielt, ist von 1555 bis zu seinem Tod als Organist und Kirchenkomponist an zwei Kirchen in Hamburg nachweisbar.

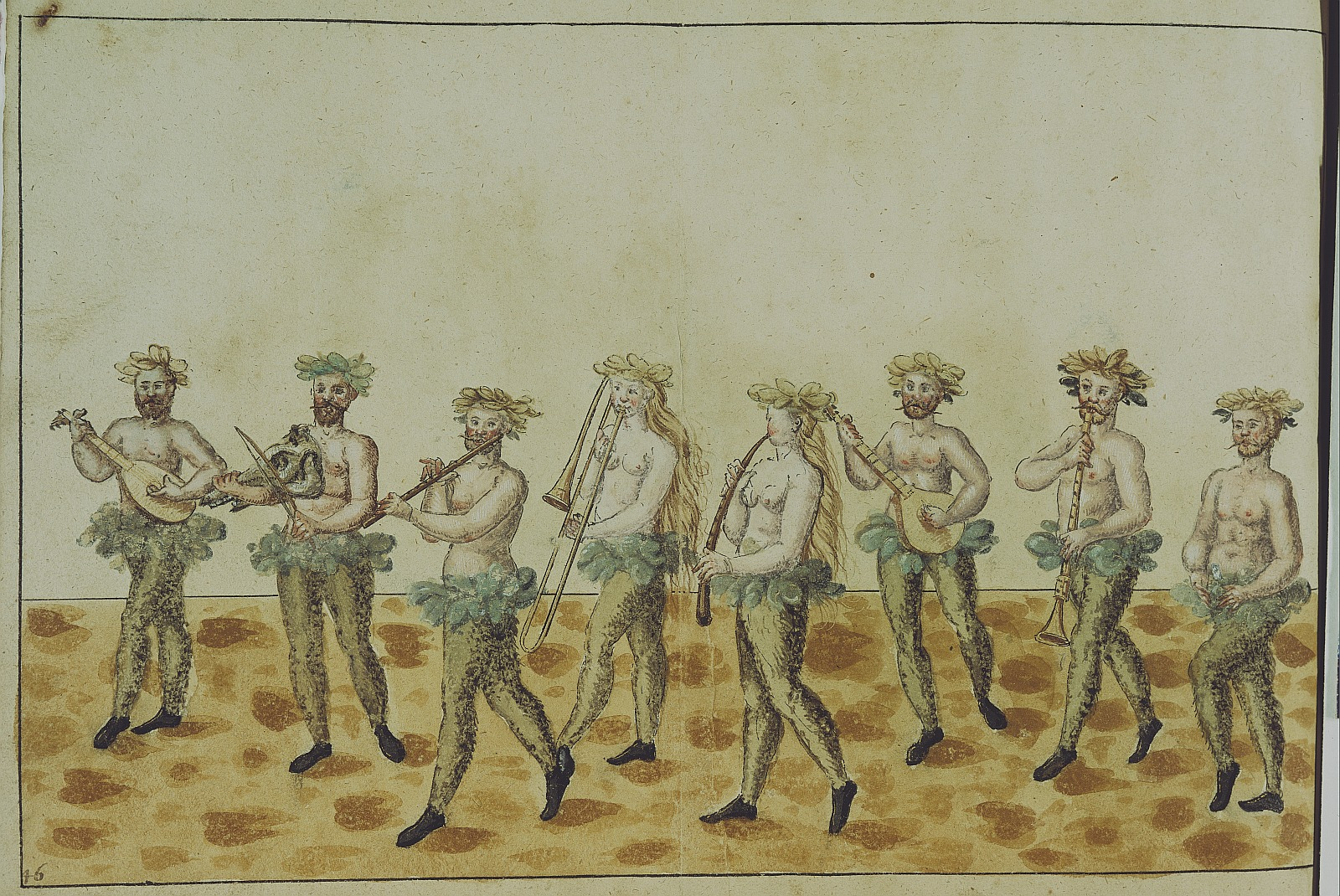
Karnevalparade in Dresden (1574)

#### Obersächsischer Reichskreis

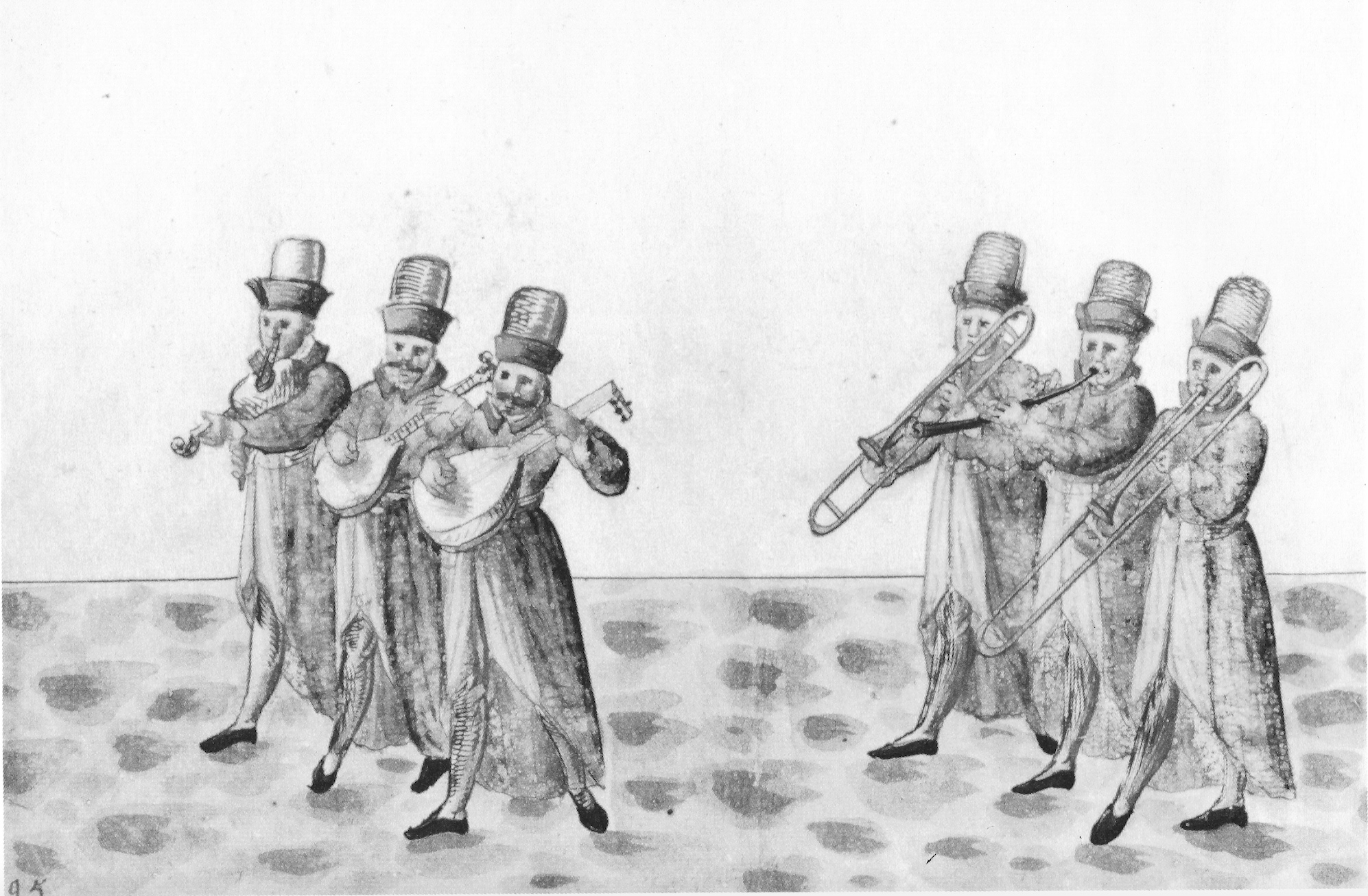
Karnevalparade in Dresden (1574)

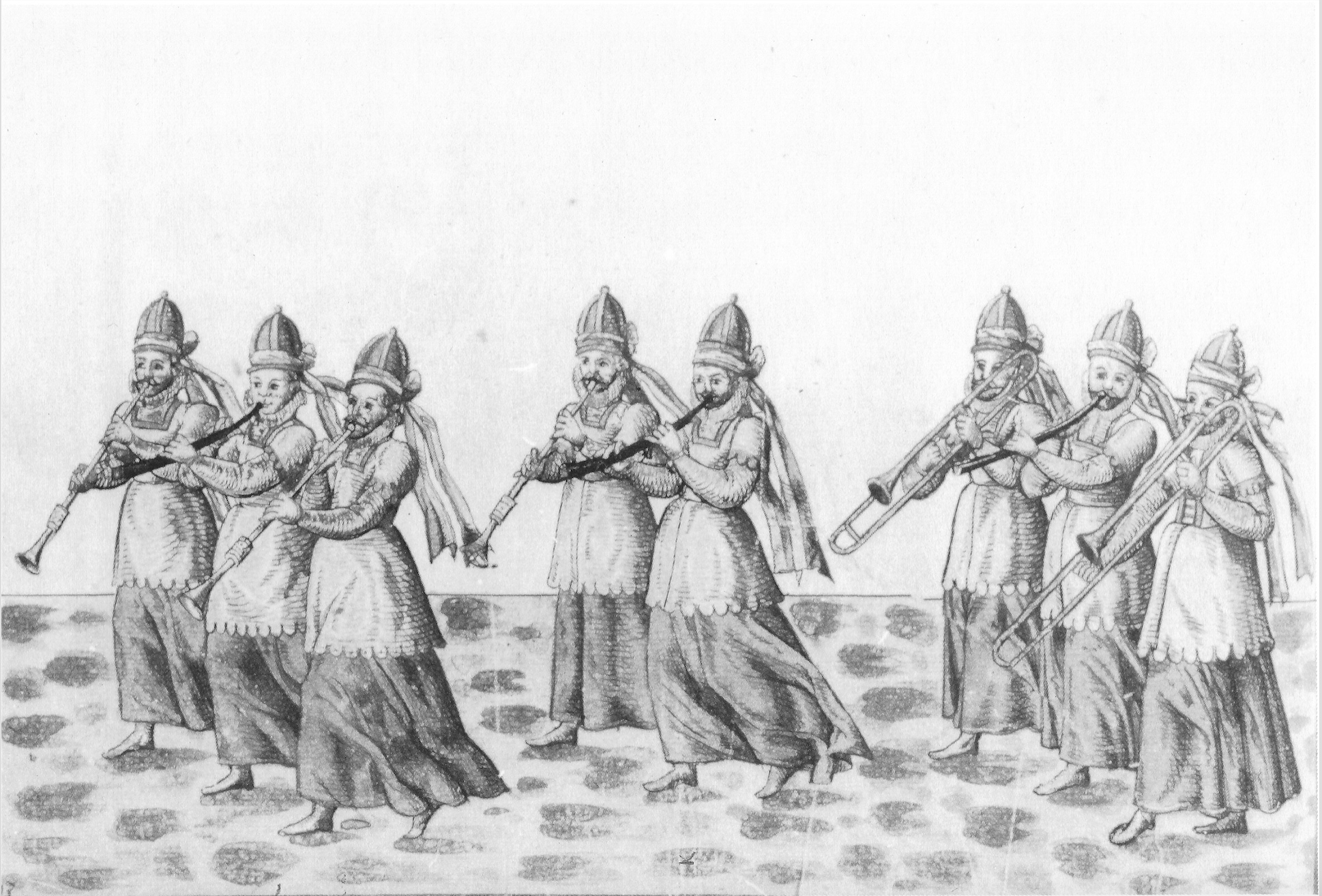
Karnevalparade in Dresden (1574)

##### Fürstentum Anhalt
- Gallus Dreßler geht, nachdem 1574 unter Kurfürst August von Sachsen Philippisten aus Sachsen vertrieben wurden, als Diakon an die St.-Nikolai-Kirche in Zerbst, in welchem Amt er verstorben zu sein scheint.

##### Kurfürstentum Sachsen
- Elias Nikolaus Ammerbach, der von 1548 bis 1549 an der Universität Leipzig studiert hatte, wirkt danach, vermutlich bis an sein Lebensende, als Thomasorganist an der Thomaskirche.
- Joachim a Burck, der ab 1563 Kantor an der Lateinschule in Mühlhausen war, ist seit 1566 Organist an der Kirche Divi Blasii in Mühlhausen. Daneben ist er als Geschichtsschreiber und öffentlicher Notar tätig.
- Wolfgang Figulus ist von 1551 bis zu seiner Pensionierung 1588 Kantor und Lehrer an der Fürstenschule in Meißen. Er unterrichtet die Fächer Musik, Latein und Religion und sorgt für die musikalische Gestaltung der Gottesdienste in der Afrakirche.
- Johannes Flamingus, der seit 1571 als Nachfolger von David Köler Hofkapellmeister und Leiter der „Hof-Cantorej“ von Herzog Johann Albrecht I. von Mecklenburg-Schwerin war, scheint Schwerin 1573 verlassen zu haben und ist als Kantor in Zwickau tätig.
- Mattheus Le Maistre, der seit 1554 sächsischer Hofkapellmeister als Nachfolger von Johann Walter war und 1565 aus Gesundheitsgründen um seine Entlassung gebeten hat, lebt vermutlich in Dresden. Le Maistre bleibt mit dem Hof in Dresden Zeit seines Lebens verbunden und führt den Titel des Hofkapellmeisters bis zu seinem Tod im Frühjahr 1577. 1574 erscheint in Dresden sein (verschollenes) Werk Officia de nativitate et ascensione Christi.
- Antonio Scandello, der seit 1566 Vizekapellmeister der Dresdner Hofkapelle war und als „zugeordneter Moderator“ dem altersschwachen Mattheus Le Maistre unterstand, ist seit 1568 Hofkapellmeister und übt diese Aufgabe bis zu seinem Tod 1580 aus.
- Leonhart Schröter, der von 1545 bis 1547 die Fürstenschule in Meißen besucht hatte, wirkt danach von 1561 bis 1576 als Stadtkantor in Saalfeld.
- Nikolaus Selnecker, der sich 1572 in Oldenburg aufgehalten und 1573 mit Hermann Hamelmann die Oldenburger Kirchenordnung verfasst hatte, ist zum Jahreswechsel 1573/74 in seine Leipziger Professur zurückgekehrt.

#### Österreichischer Reichskreis

##### Erzherzogtum Österreich
- Blasius Amon ist seit ca. 1568 Sängerknabe an die Hofkapelle von Erzherzog Ferdinand II. in Innsbruck. Er erhält unter den Kapellmeistern Wilhelm Bruneau (tätig von 1564 bis 1584) und Alexander Utendal (tätig von 1564 bis 1581) eine gründliche musikalische Ausbildung, die er auf Studienreisen vervollkommnet. Vor allem sein Aufenthalt in Venedig von 1574 bis 1577 hinterlässt in seinem Schaffen Spuren. Er bringt nicht nur die dort üblichen Modulationen, sondern auch die venezianische Doppelchörigkeit in seine Heimat mit.
- Johannes de Cleve, der seit 1564 Hofkapellmeister in der neuen von Erzherzog Karl II. (1540–1590) gegründeten Hofkapelle in Graz war und dieses Amt sechs Jahre lang ausgeübt hat, lebt danach wahrscheinlich in Wien. Bemerkenswert sind de Cleves 20 vierstimmigen Sätze über protestantische Kirchenlieder (davon acht von Martin Luther), die 1574 in der Gesang Postill des Grazer Pfarrers Andreas Gigler erscheinen.
- Jacobus Florius, der sich 1572 wahrscheinlich in Aquileia aufgehalten hatte, ist in den Listen der Innsbrucker Hofkapelle für 1573 und 1574 als Sänger genannt. Im Jahr 1574 widmet er Kaiser Maximilian II. eine von ihm komponierte Messe, wohl als Bewerbung um eine Stelle in Wien. Er erhält dafür aber nur 20 Gulden Zehrgeld.
- Simone Gatto, der seit 1568 am Hof in München als Posaunist wirkte, setzt seine berufliche Laufbahn seit 1572 in Graz fort. In der dortigen Hofmusikkapelle beginnt er zunächst als Bläser.
- Annibale Padovano, der von 1552 bis 1565 erster Organist am Markusdom in Venedig war und dann Organist am Hof von Erzherzog Karl II. in Graz wurde, ist hier seit 1570 in der Nachfolge von Johannes de Cleve (1528/29–1582) als Hofkapellmeister tätig.
- Lambert de Sayve, der am 1. Februar 1569 das Amt eines Singmeisters an der Abtei Melk angetreten hatte und zusammen mit anderen Kapellmitgliedern nach Spanien gereist war, um bei der Hochzeit von Anna Maria von Österreich mit König Philipp II. von Spanien am 12. November 1570 mitzuwirken, setzt nach Rückkehr von der eineinhalb Jahre dauernden Reise seine Tätigkeit in Melk bis 1576 fort.
- Alexander Utendal, der seit 1564 Alt-Sänger in der Kapelle von Erzherzog Ferdinand II. war, ist hier seit Ende 1572 Kapellknaben-Praezeptor und damit Vizekapellmeister. 1574 veröffentlicht er in Nürnberg seine Fröliche neue Teutsche und Frantzösische Lieder.

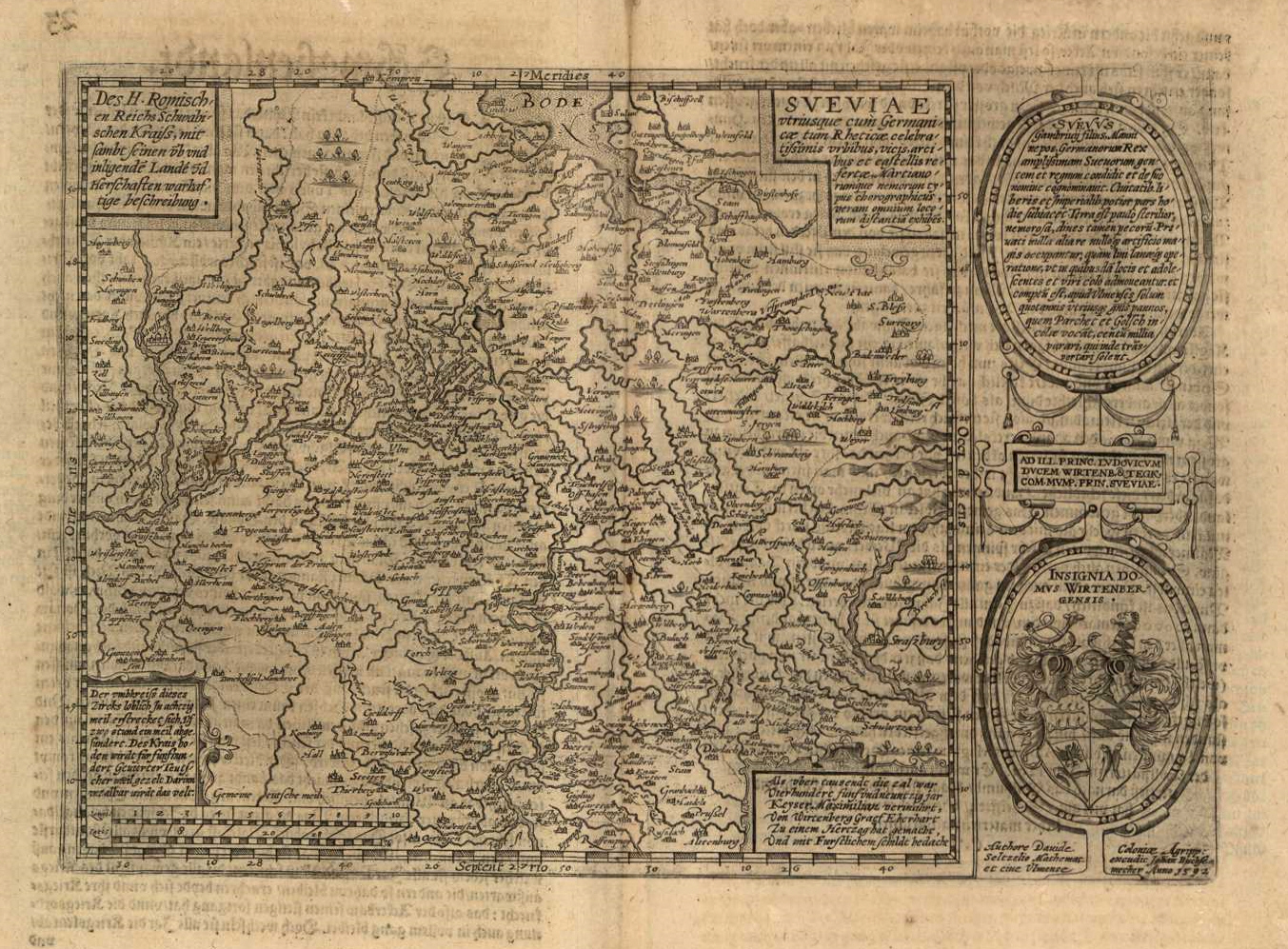
Karte von Schwaben (1600)

#### Schwäbischer Reichskreis

##### Herzogtum Württemberg
- Ludwig Daser ist seit 1572 und bis zu seinem Ableben Kapellmeister der Hofkapelle Stuttgart.
- Balduin Hoyoul, der im Jahr 1561 im Alter von etwa 13 Jahren als Diskant-Sänger in den Chor der Stuttgarter Hofkapelle unter Ludwig Dasers Leitung eingetreten war und 1564/65 für zwei Jahre als Schüler zu Orlando di Lasso nach München geschickt wurde, wirkt nach seiner Rückkehr wieder als Altist und Komponist der Stuttgarter Hofkapelle. Am 11. August 1574 heiratet er die Tochter des Kapellmeisters, Brigitta Daser.
- Simon Lohet ist seit dem 14. September 1571 Organist der württembergischen Hofkapelle in Stuttgart. Weitere Organisten am Hof von Ludwig dem Frommen sind zu dieser Zeit der schon sehr alte Utz Steigleder († 1581) und Hans Franz Fries (bis 1572). Es ist auch Lohets Aufgabe, die Instrumente der Hofkapelle zu verwalten.

##### Hohenzollern-Sigmaringen
- Melchior Schramm, der 1572 für zwei Jahre Organist an der neuerrichteten Stiftskirche des Damenstifts in Hall war, wird im Jahr 1574 als Organist und Hofkapellmeister an den Hof Hohenzollern-Sigmaringen berufen, wo er an dem jungen Hof unter Graf Karl II. von Hohenzollern-Sigmaringen die Hofkapelle neu aufbaut und leitet.

##### Reichsstadt Augsburg
- Johannes Eccard wird nach einem kurzen Aufenthalt in seiner Heimatstadt Mühlhausen (1573/74) von Jakob Fugger als Organist nach Augsburg berufen.
- Jacobus de Kerle ist in Augsburg als Domorganist tätig. Am 14. Juli 1574 bittet de Kerle um Entlassung aus dem Organistenamt. In seiner bis 1574 währenden Amtszeit erscheinen von de Kerle ab 1571 etwa 70 Motetten in sieben Sammlungen, eine Messe, ein Requiem und zwei Bücher mit Madrigalen; als Manuskript sind ein Codex mit Responsorien und Hymnen für die Festtage des Kirchenjahrs überliefert. 1574 veröffentlicht de Kerle in Nürnberg sein Egregia cantio zu sechs Stimmen.

##### Reichsstadt Dinkelsbühl
- Michael Tonsor wirkt von ungefähr 1567 bis 1588 als Organist an der St. Georgskirche in Dinkelsbühl.

#### Nicht eingekreiste zum Heiligen Römischen Reich zugehörige Territorien und Stände

##### Herzogtum Mailand
- Matthias Hermann Werrecore, der von August bis Dezember 1559 beim Domchor in Mailand als Tenorsänger tätig war, lebt vermutlich in Mailand. Nach Dokumenten von 1532 und 1561 besitzt Werrecore Eigentum vor Ort und hat aus zwei Ehen mindestens drei Kinder. Der letzte Beleg über ihn ist vom 9. Dezember 1574, in dem es um die Schenkung von drei Kisten Wein seitens des Domkapitels geht.

##### Herzogtum Mantua
- Girolamo Cavazzoni ist Organist in der Hofkirche Santa Barbara des Palazzo Ducale in Mantua, wo er bis 1577 wirkt.
- Giovanni Giacomo Gastoldi, der in Mantua als Chorknabe an der Basilika Santa Barbara seine musikalische Ausbildung erhielt, Theologie studierte und seit 1572 Subdiakon war, wird 1574 Diakon.
- Giaches de Wert, der von 1563 bis 1565 den Dienst eines Kapellmeisters für die kaiserlichen Gouverneure in Mailand versehen hatte, wirkt spätestens seit September 1565 als Kapellmeister an der neu gebauten Basilika Santa Barbara in Mantua, der Hofkirche der Gonzaga-Herzöge, nachdem er dorthin für das erste Barbara-Fest am 4. Dezember 1564 eine neue von ihm komponierte Messe geschickt hatte. In dieser Stellung bleibt er bis zu seinem Tod. Er ist auch als prefectus musicorum für die weltliche Musik am Hof von Herzog Guglielmo Gonzaga in Mantua zuständig. Ab den 1570er Jahren wird darüber hinaus der Hof des musikbegeisterten Herzogs Alfonso II. d’Este in Ferrara für Giaches immer interessanter, weil hier mit dem Aufbau eines privaten musikalischen Ensembles (musica secreta) neue Maßstäbe für den virtuosen Ensemble-Gesang gesetzt werden und ein sich gegenseitig inspirierendes Zusammenwirken zwischen Gesang, Komposition und neuester Dichtung entsteht (Giovanni Battista Guarini und Torquato Tasso).

##### Herzogtum Modena und Reggio
- Girolamo Diruta wird 1574 Mitglied des Minoritenklosters in Correggio. Er erhält seine musikalische Ausbildung zum Organisten von Batista Capuani.
- Luzzasco Luzzaschi, der seit Mai 1561 Organist und seit 1564 herzoglicher Hoforganist am Hof des Herzogs Alfonso II. d’Este ist, steigt 1574 als Nachfolger Afonso della Violas (auch dalla Viola genannt), zum Leiter der Instrumentalmusik des Herzogs von Ferrara auf. Seit 1572 bekleidet er zusätzlich das Organistenamt am Ferrareser Dom.

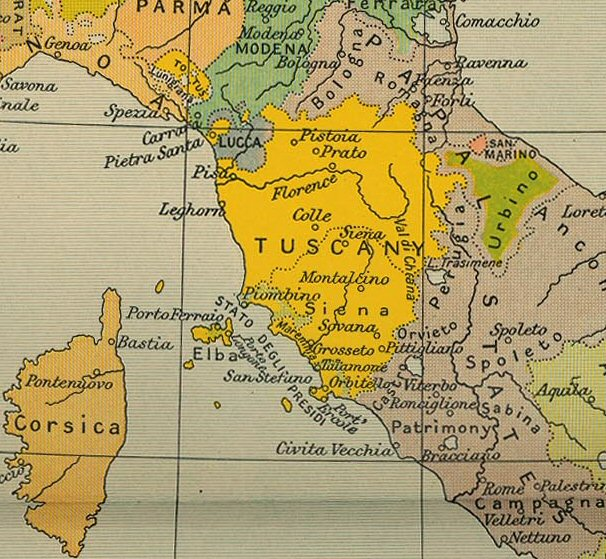
Großherzogtum Toskana

##### Herzogtum Toskana
- Paolo Aretino, der bis 1547 als Kantor am Dom von Arezzo gewirkt hat, ist danach bis zu seinem Tode im Jahr 1584 an Santa Maria della Pieve, ebenfalls in Arezzo, tätig.
- Giulio Caccini, der wahrscheinlich Mitglied im Knabenchor der Cappella Giulia des Petersdoms und von Oktober 1564 bis November 1565 Gesangsschüler von Giovanni Animuccia war, wirkt seit dem 29. April 1566 am Hof des Großherzogs Ferdinando I. de’ Medici in Florenz.
- Nicolao Dorati wirkt seit 1543 in der Stadtkapelle von Lucca, zunächst als Posaunist und seit 1557 für über 20 Jahre als Kapellmeister.
- Vincenzo Galilei, der seit 1560 in Pisa lebt und seit 1562 mit Giulia Ammannati (gestorben 1620) aus einer angesehenen Familie von Tuchhändlern verheiratet ist, übersiedelt Anfang der 1570er Jahre nach Florenz und widmet sich ganz der Musik. In Florenz ist er Mitglied der Florentiner Camerata des Grafen Giovanni de’ Bardi, einer Gruppe, die sich die Wiederbelebung antiker Vorbilder zum Ziel gesetzt hat.
- Cristofano Malvezzi, der seit 1571 in der Nachfolge von Francesco Corteccia und Giovanni Piero Manenti als Kapellmeister am Baptisterium San Giovanni gewirkt hatte, übernimmt 1574 das Amt seines Vaters als Organist an San Lorenzo.
- Giovanni Piero Manenti, der im Juni 1571 – nach dem Tode von Francesco Corteccia – Kapellmeister an S.Giovanni geworden war, dieses Amt aber bereits nach sechs Monaten niedergelegt hatte, ist Organist an der Kathedrale von Florenz, ein Amt, das er bis zu seinem Tode ausübt. Manenti ist ebenfalls als Musiker am Hof der Medici tätig und komponiert zumindest ein Werk für die „Compagnia di S.Giovanni Evangelista“ in Florenz.
- Alessandro Striggio der Ältere, der aus einem Aristokratengeschlecht entstammt, hält sich vermutlich in Florenz auf, wo er um 1560 die ersten Kontakte zu den Medici geknüpft hatte. In den 1570er-Jahren schließt er eine Freundschaft mit Vincenzo Galilei.

### Königreich England und Irland

#### Chapel Royal von Elisabeth I.
- John Bull, der 1573 Kapellknabe an der Hereford Cathedral war, wird wahrscheinlich schon 1574 Mitglied der Children of the Chapel Royal, wo der Organist John Blitheman sein Lehrer wird.
- William Byrd ist seit 1570 „Gentleman of the Chapel Royal“ und übt zusammen mit Thomas Tallis das Organistenamt aus.
- William Mundy, der 1543 Mitglied im Chor von Westminster Abbey wurde und später für verschiedene Kirchengemeinden arbeitete, ist seit 1563 Mitglied der Chapel Royal, an der er bis zu seinem Tode verbleibt.
- Thomas Tallis, der 1543 zum „Gentleman of the Chapel Royal“ in London ernannt wurde, bekleidet dieses Amt in den folgenden 40 Jahren.

#### London
- Peter Philips bekommt seine erste musikalische Ausbildung 1572 bis 1578 als Chorknabe an der St. Paul's Cathedral in London unter Sebastian Westcott († 1582). Er lebt bis zu Westcotts Tod 1582 in dessen Haus.

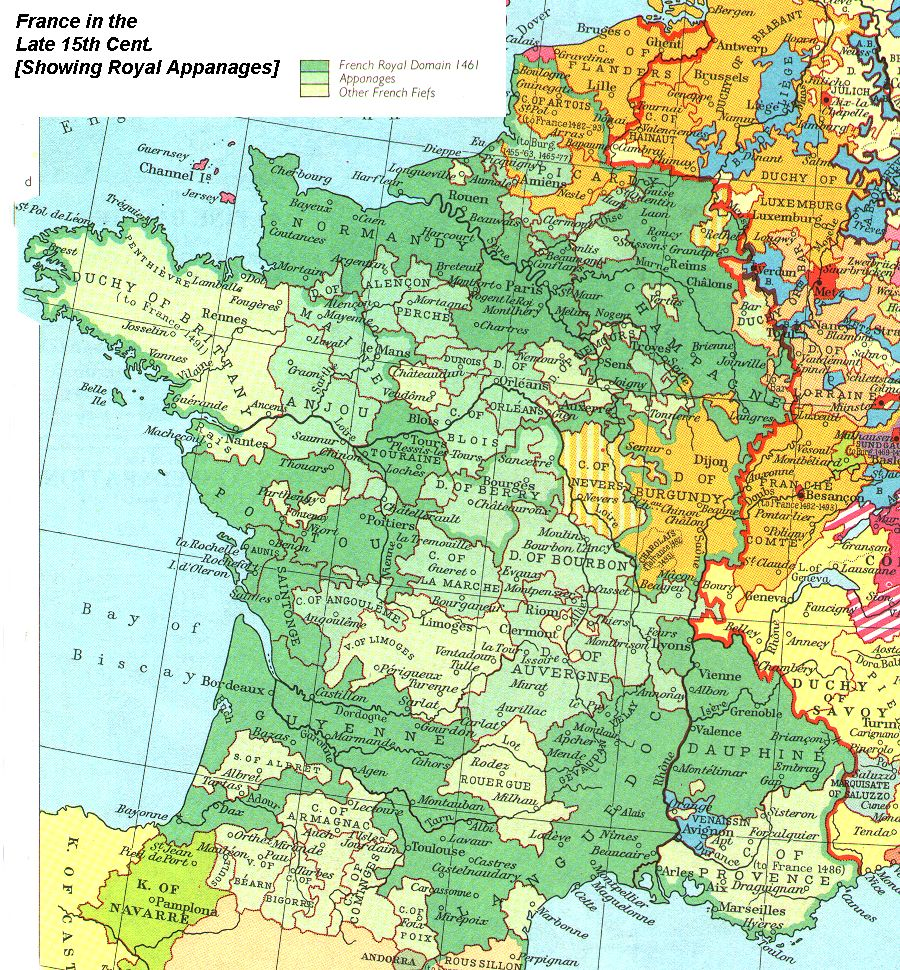
Frankreich (Ende 15. Jahrhundert)

### Königreich Frankreich

#### Chapelle Royale von Karl IX. / Heinrich III.
- Eustache du Caurroy ist seit 1570 zunächst als Sänger im Dienst des französischen Königs Karl IX. tätig und wird bald als Komponist bekannt.

#### Évreux
- Guillaume Costeley, der nach seiner Ausbildung von 1560(?) bis 1570 Hoforganist am Hof von Karl IX. war, wirkt danach bis zu seinem Ableben in Évreux als Komponist und ist dort Mitglied der Bruderschaft Sainte Cécile.

#### Paris
- Adrian Le Roy lebt in Paris und ist musikalischer Leiter des von ihm mit seinem Vetter Robert Ballard 1551 gegründeten Musikverlags Le Roy & Ballard.

### Italienische Staaten

#### Herzogtum Urbino
- Leonard Meldert, möglicherweise ein Schüler von Orlando di Lasso, ist ab 1571 am Hof von Guidobaldo II. della Rovere in Urbino aktiv, und zwar bis zum Tod des Herzogs 1574. Als der Nachfolger von Guidobaldo, sein Sohn Francesco Maria II. della Rovere, 1574 die Herrschaft antritt, wird dem Komponisten zusammen mit anderen Musikern der Hofkapelle gekündigt; dies geschieht aus gewissen politischen Motiven, die auf Wunsch des neuen Herzogs mit einer finanziellen Reorganisation begründet sind.

#### Kirchenstaat
- Ghinolfo Dattari erhält ab Februar 1555 in Bologna eine Anstellung als Sänger in der Kapelle von San Petronio, der er 62 Jahre lang, bis zu seinem Tode angehört.
- Tiburtio Massaino, der zuvor ein Augustiner-Mönch in Piacenza war, ist seit 1571 maestro di cappella von Santa Maria del Popolo in Rom.
- Giovanni Maria Nanino, der von September 1566 bis Oktober 1568 in der Cappella Giulia tätig war und daneben Chormitglied der Kirche in Vallerano, ist seit mindestens Juni 1569 Kapellmeister der päpstlichen Basilika Santa Maria Maggiore in Rom.
- Giovanni Pierluigi da Palestrina, der seit 1565 musikalischer Leiter und Lehrer des Seminario Romano, einer Ausbildungsstätte des Priesternachwuchses war, übt diese Stelle – nachdem Giovanni Animuccia Ende März 1571 verstorben war – seitdem zum zweiten Mal aus.
- Paolo Quagliati nach seiner musikalischen Ausbildung 1574 nach Rom, wo er als Organist in verschiedenen Kirchen wirkt.
- François Roussel, der von 1566 bis 1571 als maestro di cappella an San Luigi dei Francesi gewirkt hatte, übernimmt dieses Amt von 1572 bis 1575 an San Giovanni in Laterano.
- Tomás Luis de Victoria, der in Rom das Collegium Germanicum – das Priesterseminar der Jesuiten – absolviert hatte, hat seit 1571 als moderator musicae die Leitung der Kapelle des Collegiums in der Nachfolge von Palestrina.

#### Königreich Neapel
- Giovanni Domenico da Nola wirkt seit Februar 1563 bis zu seinem Tod als Maestro di cappella an der Basilika Santissima Annunziata Maggiore in Neapel. In dieser Funktion lehrt er auch die Mädchen des Waisenhauses der Annunziata und die Diakone des Priesterseminars Gesang.
- Antonio Valente wirkt von 1565 bis 1580 als Organist an Sant’Angelo a Nilo in Neapel.

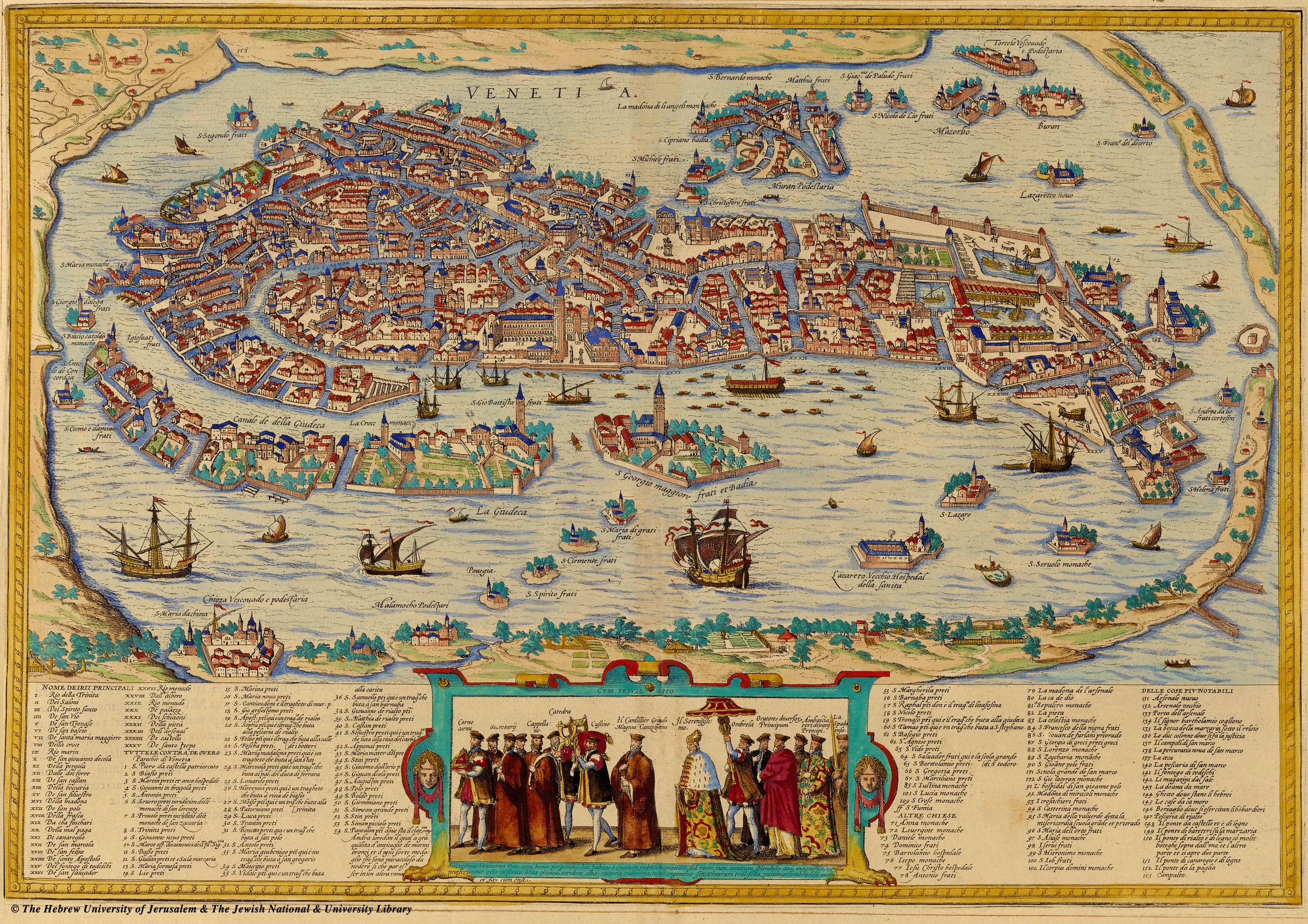
Venedig (1572)

#### Republik Venedig
- Costanzo Antegnati, der am besten bekannte Spross der verzweigten italienischen Orgelbauerfamilie Antegnati, bekommt seine musikalische Ausbildung bei Girolamo Cavazzoni und ist seit dem Jahr 1570 Orgelbau-Mitarbeiter seines Vaters Graziadio Antegnati des Älteren (1525–1590).
- Valentin Bakfark lebt in Padua.
- Giovanni Croce wirkt seit 1565 als Chorknabe und Sänger am Markusdom in Venedig.
- Baldissera Donato ist seit 1550 als Sänger – zunächst an San Marco in Venedig – aktiv und wirkt auch in der Ausbildung der Sänger.
- Andrea Gabrieli ist wahrscheinlich seit Jahresanfang 1566 als Organist an San Marco tätig, einer herausragenden Position in der Musikwelt Italiens, in der er bis zu seinem Lebensende bleiben wird. Es gibt im Jahr 1574 noch einen Versuch des herzoglichen-bayerischen Hofs unter Beteiligung von Orlando di Lasso, Gabrieli für München zu gewinnen, dem dieser aber nicht folgt. An San Marco entwickelt er, gefördert durch die einzigartige Akustik des Doms, seinen originalen Kompositionsstil der zeremoniellen Mehrchörigkeit und des konzertanten Stils, der später von seinem Neffen Giovanni Gabrieli weiter entwickelt wird.
- Florentio Maschera, der seine erste Anstellung als Organist im Kloster Santo Spirito in Isola vor Venedig erhielt, ist seit 22. August 1557 Organist an der Kathedrale von Brescia. Zwei seiner Instrumental-Canzonen werden 1574 in der Tabolatura citthara von Paolo Virchi (1551–1610) veröffentlicht. Weitere Werke Mascheras werden zwischen 1574 und 1617 in verschiedenen Anthologien in Italien und in Deutschland gedruckt.
- Claudio Merulo ist seit dem Jahr 1566 als Nachfolger von Annibale Padovano als erster Organist am Markusdom in Venedig tätig. Neben dieser offiziellen Tätigkeit tritt er regelmäßig in den Palazzi venezianischer Adliger auf, z. B. in der Ca' Zantani, die auch von Parabosco, Padovano und anderen Virtuosen frequentiert wird. Merulo tritt außerdem als Komponist von Vokalwerken in Erscheinung, vor allem von Madrigalen, sowie von Motetten und Messen. 1574 erscheint sein Ricercari da cantare a 4 voci: Libro I. Er komponiert auch Musik zu einer Tragödie von Cornelio Frangipane il Giovane (Musik verloren), anlässlich der Feierlichkeiten für Heinrich III. von Frankreich, der Venedig im Jahr 1574 besucht.
- Giovanni Battista Mosto, der 1568 eine Anstellung als Zinkenist und Posaunist in der Münchener Hofkapelle unter Orlando di Lasso hatte, lebt seit 1569 wieder in Udine, gehört seit 1570 zu den Stadtpfeifern und hat 1573 den Auftrag erhalten, die Stadtkapelle neu zu ordnen und den Chorknaben der Kathedrale das Spielen der verschiedenen Instrumente beizubringen. 1574 weilt Mosto für kurze Zeit in Venedig und reiste von dort weiter nach München.
- Teodoro Riccio wirkt nach seiner Ausbildung als Kirchenmusiker als Kapellmeister der Kirche Santa Nazaro in seiner Heimatstadt Brescia.
- Gioseffo Zarlino, der bei Adrian Willaert in Venedig studiert hat, ist seit 1565 – in der Nachfolge von Cypriano de Rore – Kapellmeister am Markusdom in Venedig. Er hat diese Stelle bis zu seinem Ableben 1590 inne.

### Königreich Polen und Großfürstentum Litauen

#### Hofkapelle von Heinrich von Valois
- Krzysztof Klabon ist seit 1565 Lautenist der königlichen Hofkapelle in Krakau.

#### Posen
- Jan Brandt ist seit 1571 Mitglied des Jesuitenordens.

#### Sandomierz
- Mikołaj Gomółka, der als königlicher Fistulator (hervorragende Instrumentalist des Königs) Mitglied der Hofkapelle von König Sigismund II. August von Polen war, hat 1563 den Hof verlassen und ist die folgenden 15 Jahre in seiner Geburtsstadt Sandomierz in einigen außermusikalischen Bereichen tätig.

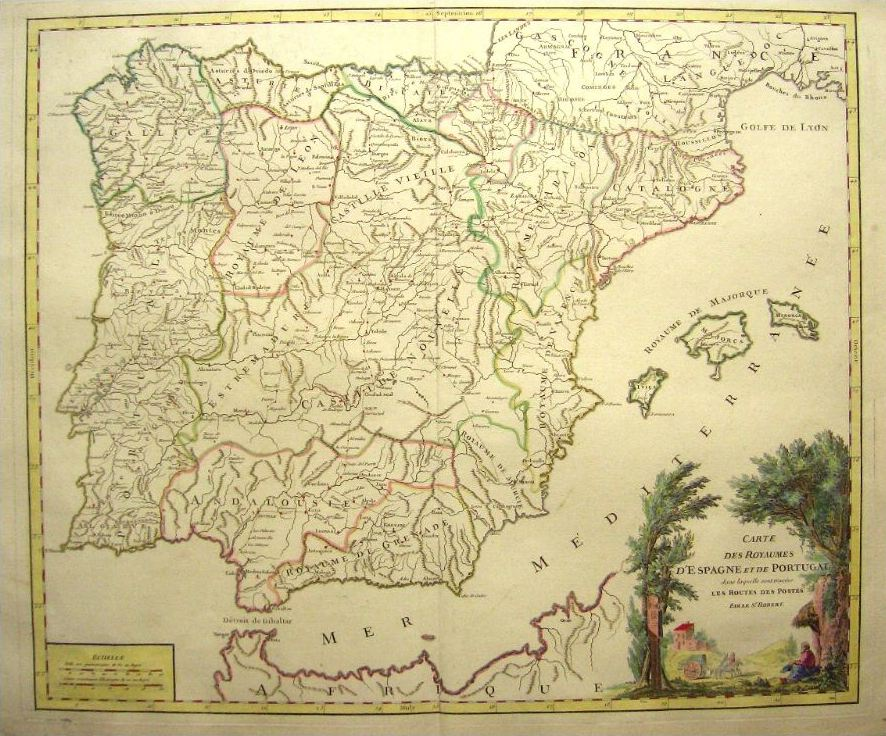
Portugal und Spanien (1770)

### Königreich Portugal

#### Hofkapelle von Sebastian I.
- António Carreira ist seit der Thronbesteigung des 14-jährigen Königs Dom Sebastiaõ 1568, Kapellmeister und Magisterio. Es ist nicht genau bekannt, aber wahrscheinlich, dass es zu dieser Zeit mindestens zwei Kapellen gibt, eine für den König und eine für Dona Catarina bzw. für Dom Henrique, denn es gibt zwischen 1562 und 1580 neben Carreira noch einen zweiten Kapellmeister: den Flamen Rinaldo del Mel.
- Miguel de Fuenllana diente von 1574 bis 1578 als Kammermusiker bei König Dom Sebastian von Portugal mit dem beachtlich hohen Jahresgehalt von 100.000 Maravedís.
- Rinaldo del Mel, der in Mechelen lebte und seit dem 3. März 1562 Mitglied der Singschule der Kathedrale Saint-Rombaud war, hat seine Heimat verlassen und wirkt vermutlich seit 1572 am königlichen Hof in Lissabon als maestro unter König Sebastian.

### Königreich Spanien

#### Hofkapelle von Philipp II.
- Philippe Rogier, der seine erste musikalische Ausbildung an der Kathedrale seiner Geburtsstadt Arras erhalten hatte, ist 1572 mit Gérard de Turnhout – seit 1571 Kapellmeister der capilla flamenca des spanischen Königs Philipp II. – und anderen jugendlichen Sopranisten nach Madrid gereist und wurde am dortigen Königshof eingeführt. In Madrid kann er in den folgenden Jahren als jugendlicher Sänger seine musikalische Ausbildung vervollständigen.
- Gérard de Turnhout, der seit 1562 an der Liebfrauenkirche Antwerpen tätig war und hier seit 1563 die Position eines Musikmeisters (maître de musique) in der Nachfolge von Antoine Barbé bekleidete, ist seit 1572 Kapellmeister der Capilla flamenca von König Philipp II. von Spanien in Madrid. 1574 veröffentlicht er in Löwen 4 flämische Chansons zu vier bis fünf Stimmen und 8 französische Chansons zu drei Stimmen.
- Cornelis Verdonck, der seine erste musikalische Ausbildung als Kapellknabe vermutlich an der Kathedrale Notre-Dame in Antwerpen unter Gérard de Turnhout bekam, gelangt im Zuge der Anwerbung von Sängerknaben für die Capilla flamenca zusammen mit Philippe Rogier im Jahr 1572 nach Madrid an die Hofkapelle des spanischen Königs Philipp II., wo er für etwa acht Jahre bleibt.

#### Badajoz
- Manuel Rodrigues Coelho ist in den Jahren 1573 bis 1577 stellvertretender Organist am Dom zu Badajoz.

#### La Seu d’Urgell
- Joan Brudieu ist seit 1548 Kapellmeister auf Lebenszeit der Kathedrale von La Seu d’Urgell. Diese Position behält er – mit Unterbrechungen – bis kurz vor seinem Tode 1591.

#### Sevilla
- Francisco Guerrero ist seit 1551 Assistent von Kapellmeister Fernández de Castileja und Chorregent an der Kathedrale von Sevilla. Erst 1574, nach dem Tode Fernández erhält Guerrero dort die Stelle des Kapellmeisters.
- Alonso Mudarra ist seit dem 18. Oktober 1546 Kanoniker an der Kathedrale von Sevilla. In dieser Stadt hat er einen bedeutenden Einfluss auf das Musikleben und bleibt dort noch 34 Jahre bis an sein Lebensende. Zu seinen Aufgaben an der Kathedrale gehört die Leitung aller musikalischen Aktivitäten. Hierzu gehören die Beauftragung von Instrumentalisten, der Kauf und die Leitung des Aufbaus einer neuen Orgel und die enge Zusammenarbeit mit Komponisten für die vielfältigen festlichen Anlässe.

### Vizekönigreich Neuspanien
- Hernando Franco, der vermutlich in den 1550er Jahren nach Neuspanien auswanderte und – gemäß eines Beleges aus dem Jahr 1571 – maestro de capilla der Kathedrale von Santiago de Guatemala war, verlässt diesen Posten 1574 und geht nach Mexiko.

## Instrumentalmusik

### Für Cister
Paolo Virchi – Il Primo Libro di Tabolatura di Citthara, Venedig: Girolamo Scotto

### Für Laute
- Bálint Bakfark – Thesaurus musicus, Löwen: Noten und Audiodateien im International Music Score Library Project
- Sixt Kargel – Novae, elegantissimae, gallicae, Straßburg: Bernhard Jobin: Noten und Audiodateien im International Music Score Library Project
- Melchior Neusidler – Teütsch Lautenbuch, Strassburg: Bernhart Jobin: Noten und Audiodateien im International Music Score Library Project

## Vokalmusik

### Geistlich
- Giovanni Matteo Asola
  - Psalmodia ad vespertinas omnium solemnitatum horas, Venedig: Girolamo Scotto: Noten und Audiodateien im International Music Score Library Project
  - erstes Buch der Messen zu vier Stimmen, Venedig: Antonio Gardano Söhne
- Joachim a Burck – Passio Iesu Christi. Im 22. Psalm des Propheten Davids beschrieben zu vier Stimmen, Erfurt: Georg Baumann
- Jean de Castro – Triciniorum sacrorum, Teil 1, Antwerpen / Löwen
- Ippolito Chamaterò
  - Li introiti fondati zu vier Stimmen, Venedig: Girolamo Scotto: Noten und Audiodateien im International Music Score Library Project
  - Introitus zu vier, fünf und sechs Stimmen, Venedig: Girolamo Scotto
- Johannes de Cleve – 20 Tenorsätze zu Kirchenliedern zu vier Stimmen, in: Gesang Postill, Graz
- Philippe Duc – Sacre Muse beate zu acht Stimmen, in: Le vergini, libro primo à 6 voci, Venedig: Antonio Gardano: Noten und Audiodateien im International Music Score Library Project
- Johannes Eccard – Zwentzig Neue Christliche Gesäng Ludovici Helmboldi zu dir Stimmen, Mühlhausen: Georg Hantzsch
- Orlando di Lasso
  - Patrocinium musices, Teil 2 (München: Adam Berg)
  - Patrocinium musices, Teil 3 (München: Adam Berg)
  - Asperges me zu fünf Stimmen, LV 528 (Lassus, Orlande de): Noten und Audiodateien im International Music Score Library Project
  - Asperges me zu fünf Stimmen, LV 529: Noten und Audiodateien im International Music Score Library Project
  - Falsobordone octavi toni, LV Anh.25: Noten und Audiodateien im International Music Score Library Project
  - Falsobordone octavi toni, LV Anh.26: Noten und Audiodateien im International Music Score Library Project
  - Falsobordone primi toni, LV Anh.28: Noten und Audiodateien im International Music Score Library Project
  - Falsobordone primi toni, LV Anh.30: Noten und Audiodateien im International Music Score Library Project
  - Falsobordone primi toni, LV Anh.31: Noten und Audiodateien im International Music Score Library Project
  - Falsobordone quarti toni, LV Anh.32: Noten und Audiodateien im International Music Score Library Project
  - Falsobordone quarti toni, LV Anh.33: Noten und Audiodateien im International Music Score Library Project
  - Falsobordone quinti toni, LV Anh.34: Noten und Audiodateien im International Music Score Library Project
  - Falsobordone secundi toni, LV Anh.35: Noten und Audiodateien im International Music Score Library Project
  - Falsobordone secundi toni, LV Anh.36: Noten und Audiodateien im International Music Score Library Project
  - Falsobordone septimi toni, LV Anh.37: Noten und Audiodateien im International Music Score Library Project
  - Falsobordone septimi toni, LV Anh.38: Noten und Audiodateien im International Music Score Library Project
  - Falsobordone septimi toni, LV Anh.39: Noten und Audiodateien im International Music Score Library Project
  - Falsobordone septimi toni, LV Anh.40: Noten und Audiodateien im International Music Score Library Project
  - Falsobordone sexti toni, LV Anh.41: Noten und Audiodateien im International Music Score Library Project
  - Falsobordone tertii toni, LV Anh.43: Noten und Audiodateien im International Music Score Library Project
  - Falsobordone tertii toni, LV Anh.44: Noten und Audiodateien im International Music Score Library Project
  - Falsobordone toni in Caesarea Capella consueti, LV Anh.46: Noten und Audiodateien im International Music Score Library Project
  - Falsobordone toni peregrini, LV Anh.47: Noten und Audiodateien im International Music Score Library Project
  - Missa super Credidi propter zu fünf Stimmen, LV 526: Noten und Audiodateien im International Music Score Library Project
  - Missa super Ite rime dolenti zu fünf Stimmen, LV 523 (Lassus, Orlande de): Noten und Audiodateien im International Music Score Library Project
  - Missa super Scarco di doglia zu fünf Stimmen, LV 524 (Lassus, Orlande de): Noten und Audiodateien im International Music Score Library Project
  - Missa super Sidus ex claro zu fünf Stimmen, LV 525: Noten und Audiodateien im International Music Score Library Project
  - Missae aliquot quinque vocum zu fünf Stimmen, LV 1574.3: Noten und Audiodateien im International Music Score Library Project
  - Officia aliquot de praecipuis Festis Anni zu fünf Stimmen, LV 1574.4: Noten und Audiodateien im International Music Score Library Project
  - Officium Corporis Christi zu fünf Stimmen, LV 533: Noten und Audiodateien im International Music Score Library Project
  - Officium Natalis Christi zu fünf Stimmen, LV 530: Noten und Audiodateien im International Music Score Library Project
  - Officium Paschale zu fünf Stimmen, LV 531: Noten und Audiodateien im International Music Score Library Project
  - Officium Pentecostes zu fünf Stimmen, LV 532: Noten und Audiodateien im International Music Score Library Project
  - Vidi aquam zu fünf Stimmen, LV 527: Noten und Audiodateien im International Music Score Library Project
- Giorgio Mainerio – Magnificat octo tonorum ... cum quatuor vocibus, Venedig: Giovanni Bariletto
- Mattheus Le Maistre – Officia de nativitate et ascensione Christi, Dresden (verschollen)
- Philippe de Monte – Sacrarum cantionum […] liber tertius zu fünf Stimmen
- Ivo de Vento – Mutetae aliquot sacrae quatuor vocum, quae cum vivae voci, tum omnis generis instrumentis musicis commodissime applicare possunt

### Weltlich
- Lodovico Agostini – Canzoni alla napolitana a cinque voci, Venedig: Antonio Gardano Söhne: Noten und Audiodateien im International Music Score Library Project
- Giovanni De Antiquis – Il secondo libro delle villanelle alla napolitana a tre voci, Venedig: Antonio Gardano: Noten und Audiodateien im International Music Score Library Project
- Joachim a Burck und Johannes Eccard – Odae Ludovici Helmboldi, latinae & germanicae zu vier Stimmen, Mühlhausen: Georg Hantzsch
- Simon Boyleau – Madrigali a 3 e 4 voci: Noten und Audiodateien im International Music Score Library Project
- Jean de Castro
  - 40 Chansons zu drei Stimmen, Löwen
  - Elle s'en va de moi zu drei Stimmen, in: La fleur des chansons, Antwerpen: Pierre Phalese: Noten und Audiodateien im International Music Score Library Project
  - Je suis quasi prêt d’enrager zu drei Stimmen: Noten und Audiodateien im International Music Score Library Project
- Séverin Cornet – 9 Chansons zu drei Stimmen, in: La Fleur des chansons, Antwerpen
- Girolamo Dalla Casa – erstes Buch der Madrigale zu fünf und sechs Stimmen, Venedig: Antonio Gardano Söhne
- Giovanni De Antiquis – Il primo libro delle villanelle alla napolitana a tre voci, Venedig: Antonio Gardano: Noten und Audiodateien im International Music Score Library Project
- Petit Jean De Latre – Auprès de vous zu drei Stimmen, in: La fleur des chansons a 3 parties, Antwerpen: Noten und Audiodateien im International Music Score Library Project
- Philippe Duc – Le vergini […] libro primo a 6 voci con un dialogo a 8; darin:
  - Virgine santa che con chiaro esempio zu sechs Stimmen, Venedig: Antonio Gardano: Noten und Audiodateien im International Music Score Library Project
- Noé Faignient – 12 Chansons, in: La Fleur des chansons, Löwen / Antwerpen
- Andrea Gabrieli – Il primo libro de madrigali a 6 voci, Venedig: Antonio Gardano Söhne
  - Chi chi li chi, in: Il primo libro de madrigali a 6 voci, Venedig: Noten und Audiodateien im International Music Score Library Project
  - Da le Cimerie grotte, in: Il primo libro de madrigali a 6 voci, Venedig: Noten und Audiodateien im International Music Score Library Project
  - Lasso, amor mi trasporta, in: Il primo libro de madrigali a 6 voci, Venedig: Noten und Audiodateien im International Music Score Library Project
  - Neve e Rose ha nel volto, in: Il primo libro de madrigali a 6 voci, Venedig: Noten und Audiodateien im International Music Score Library Project
- Vincenzo Galilei – erstes Buch der Madrigale zu vier und fünf Stimmen, Venedig: Antonio Gardano Söhne
- Jacobus de Kerle – Egregia cantio, in gratiam et honorem generosi ac nobilis domini, Melchioris Lincken Augustani zu sechs Stimmen, Nürnberg: Theodor Gerlach
- Giovanni de Macque – 18 Madrigale zu vier bis sechs Stimmen (erschienen mehrfach zwischen 1574 und 1609)
- Claudio Merulo – Ricercari da cantare a 4 voci, Libro I, Venedig: Antonio Gardano Söhne
- Philippe de Monte – Madrigali a 5 voci, Libro 5, Venedig: Antonio Gardano: Noten und Audiodateien im International Music Score Library Project, darin:
  - Giunto m'à Amor fra belle et crude braccia zu fünf Stimmen: Noten und Audiodateien im International Music Score Library Project
  - Verament'in amore zu fünf Stimmen: Noten und Audiodateien im International Music Score Library Project
- Pierre Phalèse (Hrsg.) – La fleur des chansons a 3 parties, Löwen: Noten und Audiodateien im International Music Score Library Project
- Jakob Regnart
  - Canzone Italiane a 5 voci, Libro 1, Wien: Johann Mair: Noten und Audiodateien im International Music Score Library Project
  - Teutsche Lieder, München: Adam Berg: Noten und Audiodateien im International Music Score Library Project
  - Kurtzweilige teutsche Lieder zu drei Stimmen, Nürnberg
- Gérard de Turnhout
  - 4 flämische Chansons zu vier bis fünf Stimmen, Löwen
  - 8 französische Chansons zu drei Stimmen, Löwen
- Alexander Utendal – Fröliche neue Teutsche und Frantzösische Lieder, Nürnberg

## Musiktheoretische Schriften
- Christoph Praetorius – Erotemata musices, Wittenberg: Johannes Schwertel: Noten und Audiodateien im International Music Score Library Project

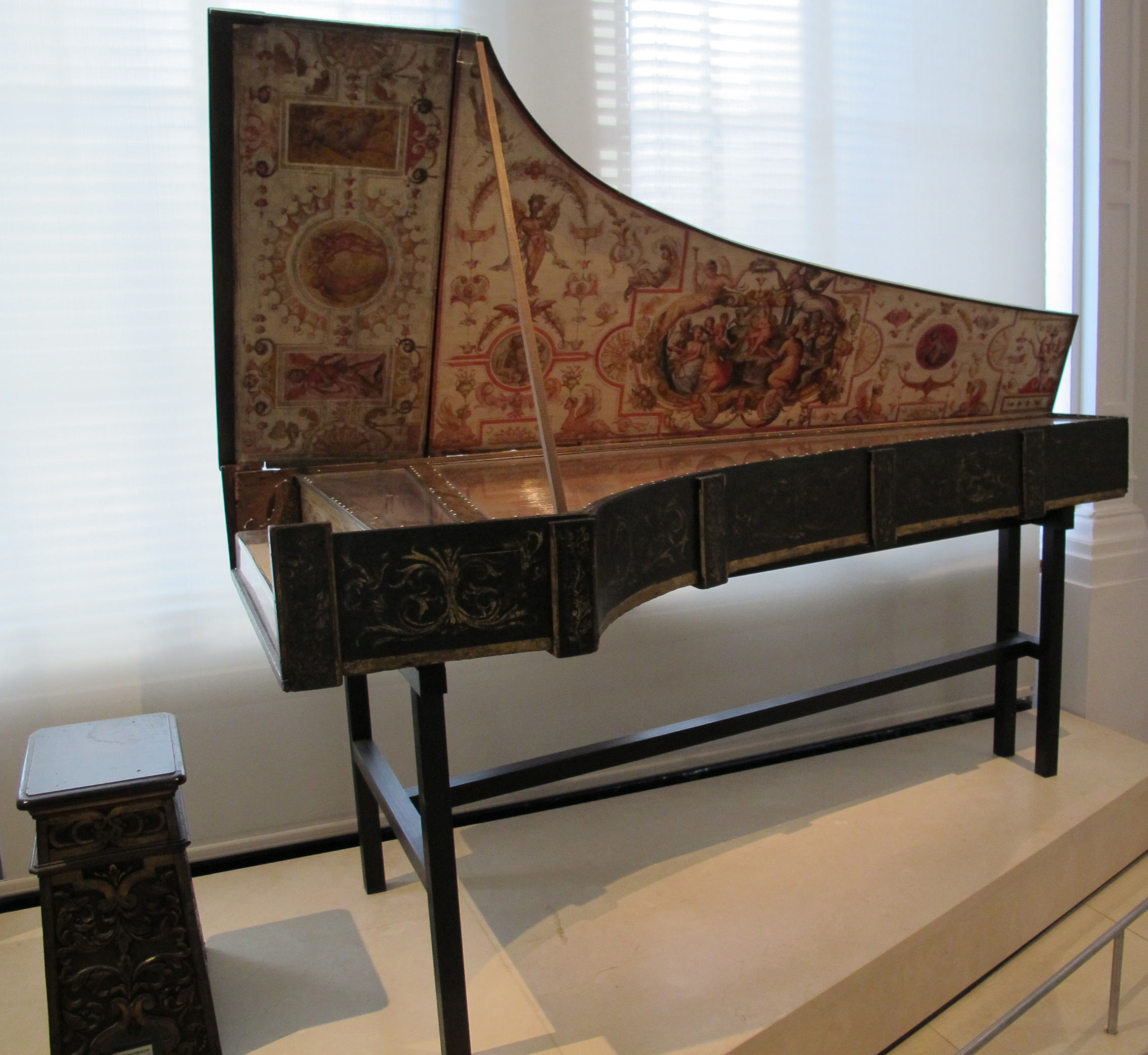
Venezia, clavicembalo strozzi, 1574

## Instrumentenbau
- Instrumentenbauer – Instrument

## Geboren

### Geburtsdatum gesichert
- 09. Januar (getauft): Christoph Buel, deutscher Komponist († 1631)[1]
- 07. März: John Wilbye, englischer Komponist († 1638)
- 14. Mai: Francesco Rasi, italienischer Sänger, Instrumentalist, Komponist und Dichter († 1621)
- 08. Juli (getauft): Giovanni Battista Stefanini, italienischer Komponist († 1630)[2]
- 27. September (getauft): Jean Dufon, franko-flämischer Komponist und Sänger († 1634)[3]
- 04. November: Erycius Puteanus, niederländischer Humanist, Musiktheoretiker und Lateinprofessor († 1646)
- 15. Dezember: Samuel Besler, deutsch-polnischer Komponist († 1625)

### Genaues Geburtsdatum unbekannt
- Claudio Achillini, italienischer Philosoph, Theologe, Jurist, Mathematiker, Dichter und Librettist († 1640)
- Robert Fludd, englischer Philosoph, Theosoph, Mediziner und Komponist († 1637)
- Claudio Pari, italienischer Komponist burgundischer Herkunft († unbekannt)[4]

### Geboren um 1574
- Francis Tregian, englischer Komponist und möglicherweise Herausgeber des Fitzwilliam Virginal Book († 1619)
- Andreas Hakenberger, deutscher Komponist und Kapellmeister († 1627)

## Gestorben

### Todesdatum gesichert
- 00. Februar: Domenico Ferrabosco, italienischer Komponist (* 1513)
- 05. März: Pedro Fernández, spanischer Komponist (* um 1480)[5]
- 00. März: Giovanni Contino, italienischer Komponist und Priester (* um 1513)[6]
- 00. Juli: Anton Francesco Doni – italienischer Schriftsteller, Herausgeber und Musiktheoretiker (* 1513)
- 20. August: Sebastian Ochsenkun, deutscher Lautenist und Komponist (* 1521)
- 00. Oktober: Homer Herpol, katholischer geistlicher und Komponist (* um 1510)
- 11. November (bestattet): Robert White, englischer Komponist und Chormeister (* um 1538)

### Gestorben nach 1574
- Matthias Hermann Werrecore, franko-flämischer Komponist, Sänger, Kapellmeister und Presbyter (* um 1500)
- Jean Guyon, französischer Komponist (* um 1514)[7]

### Genaues Todesdatum unbekannt
- Cord Mente, deutscher Glocken- und Geschützgießer (* um 1500)